# Réans
Réans é uma comuna francesa na região administrativa de Occitânia, no departamento de Gers. Estende-se por uma área de 12,31 km². Em 2010 a comuna tinha 293 habitantes (densidade: 23,8 hab./km²).